# Birch Hill
Birch Hill – jednostka osadnicza w Stanach Zjednoczonych, w stanie Wisconsin, w hrabstwie Ashland. Chociaż Birch Hill jest oddzielnym oddziałem w radzie miasta Bracknell, jest połączony z Hanworth w celu utworzenia oddziału Hanworth w radzie leśnej Bracknell.